# Hispalo (Monarquia Lusitana)
Hispalo, sucede ao pai Hércules Líbico (Monarquia Lusitana), fazendo parte da lista de reis lendários mencionados por vários autores portugueses e espanhóis, entre o Séc. XVI e XVIII, por exemplo, Florián de Ocampo ou Bernardo de Brito, baseados também em Annio de Viterbo.
É mencionado no Capítulo 11 da Monarchia Lusytana:
De Hispalo e Hispano, reis de Espanha, e do que sucedeu no tempo de seu reinado em Espanha.